# Israel Washburn junior

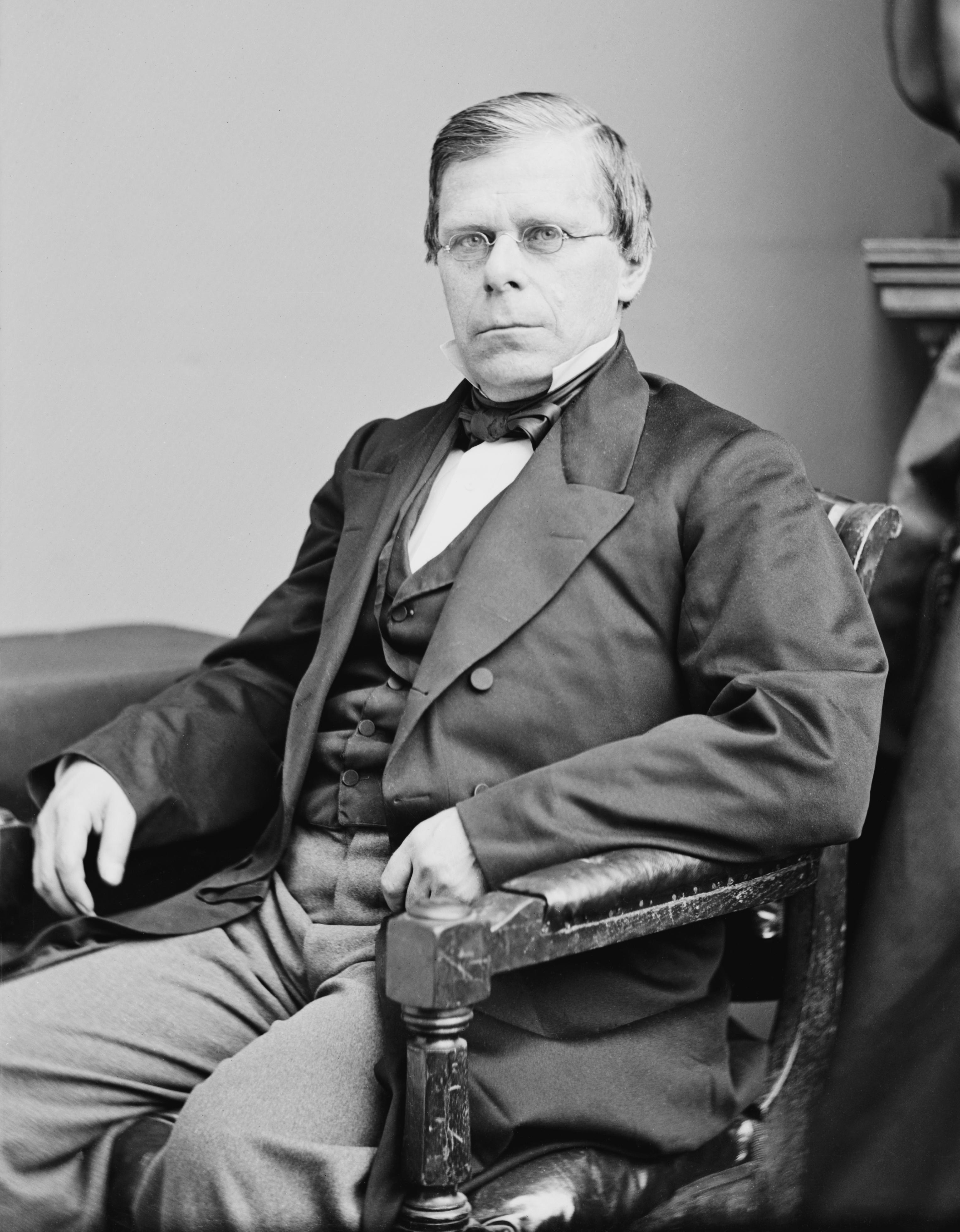
Israel Washburn

Israel Washburn Jr. (* 6. Juni 1813 in Livermore, Androscoggin County, heutiges Maine, damals Massachusetts; † 12. Mai 1883 in Philadelphia, Pennsylvania) war ein US-amerikanischer Politiker und von 1861 bis 1863 Gouverneur des Bundesstaates Maine.

## Frühe Jahre
Israel Washburn genoss zeitweise eine private Erziehung, besuchte aber auch die örtlichen Schulen seiner Heimat. Nach einem Jurastudium wurde er im Jahr 1834 als Anwalt zugelassen. Daraufhin eröffnete er in Orono eine Praxis. Im Jahr 1842 wurde Washburn in das Repräsentantenhaus von Maine gewählt. Dort verblieb er bis 1843. Zwischen 1851 und 1861 vertrat er seinen Staat im US-Repräsentantenhaus. Von Anfang an war Washburne an der 1854 erfolgten Gründung der Republikanischen Partei beteiligt. Er war einer der ersten Politiker von Bedeutung, die den Begriff „Republikaner“ benutzten. In Maine baute Washburn den Staatsverband der neuen Partei auf. Am 10. September 1860 wurde Washburn als Kandidat seiner Partei zum neuen Gouverneur von Maine gewählt.

## Gouverneur von Maine
Washburn trat sein neues Amt am 2. Januar 1861 an. Nach einer Wiederwahl im Jahr 1861 konnte er bis zum 7. Januar 1863 amtieren. In dieser Zeit wurde ein geologisches Gutachten in Auftrag gegeben, um die Bodenschätze des Landes zu erkunden. Außerdem wurde die Eisenbahnverbindung zwischen Nova Scotia und Portland fertiggestellt. Überschattet war Washburns Amtszeit von den Ereignissen des Bürgerkrieges, der seit April 1861 das Land erschütterte. Washburn unterstützte die Kriegsanstrengungen der Bundesregierung unter Präsident Abraham Lincoln. Es wurden Freiwillige zu den Waffen gerufen und der Unionsarmee unterstellt. Außerdem erhielt der Gouverneur die Vollmacht, eine Küstenwache aufzustellen, falls das notwendig werden sollte. Auch die Industrieproduktion des Landes wurde auf den Rüstungsbedarf umgestellt. Politisch unterstützte er die Emanzipations-Proklamation Lincolns zur Aufhebung der Sklaverei, die im Jahr 1862 vorbereitet und 1863 verkündet wurde.

## Weiterer Lebenslauf
Nach dem Ende seiner Amtszeit wurde Washburn Leiter der Zollbehörde im Hafen von Portland. Diese Stelle hatte er zwischen 1863 und 1877 inne. Außerdem war Washburn Kurator des Tufts College in Massachusetts und Präsident einer Eisenbahngesellschaft. Nach seinem Tod am 12. Mai 1883 wurde Washburne in Bangor beigesetzt. Er war zweimal verheiratet und hatte insgesamt vier Kinder.
Mehrere von Israel Washburns Brüdern wurden ebenfalls politisch tätig. Elihu (1816–1887) war Außenminister der Vereinigten Staaten unter Präsident Ulysses S. Grant, Cadwallader (1818–1882) Gouverneur von Wisconsin und William (1831–1912) US-Senator für Minnesota. Ein weiterer Bruder, Charles (1822–1889), amtierte als US-Botschafter in Paraguay.